# Luna 1958A
Luna 1958A fu una sonda spaziale sovietica. Essa costituisce il primo tentativo dell'URSS di raggiungere la Luna.
Fu lanciata il 23 settembre 1958 con l'obiettivo primario di impattare con il suolo lunare e di rilasciare una nube di gas di sodio durante il viaggio allo scopo di creare una "cometa di sodio" visibile dalla Terra. 

La missione fallì 93 secondi dopo il lancio.